# Selección de baloncesto sub-20 de Gran Bretaña
La selección de baloncesto sub-20 de Gran Bretaña es un equipo nacional de baloncesto de Gran Bretaña, administrado por British Basketball. Representa al país en las competiciones internacionales masculinas de baloncesto sub-20.

## Participaciones

### Campeonato Europeo de Baloncesto Masculino Sub-20
| Año  | División A | División B        |
| ---- | ---------- | ----------------- |
| 2006 |            | 14°               |
| 2007 |            | 8°                |
| 2008 |            | 15°               |
| 2009 |            | 13°               |
| 2010 |            | 6°                |
| 2011 |            | 13°               |
| 2012 |            | 6°                |
| 2013 |            | Medalla de plata  |
| 2014 | 11°        |                   |
| 2015 | 15°        |                   |
| 2016 |            | 7°                |
| 2017 |            | Medalla de bronce |
| 2018 | 10°        |                   |
| 2019 | 8°         |                   |